# جون وودرو ويلسون
جون وودرو ويلسون (بالإنجليزية: John Woodrow Wilson) هو فنان تشكيلي وأستاذ جامعي أمريكي، ولد في 1922 في Roxbury, Boston ‏ في الولايات المتحدة، وتوفي في 22 يناير 2015.